# Гостомисл
Гостоми́сл Буриво́йович — легендарний новгородський (?) старійшина (князь/посадник?) із роду Словена, який володарював до приходу варягів. Дід Рюрика.

## Відомості та гіпотези
Найповніша інформація стосовно Гостомисла містилася, згідно з писаннями Василя Татищева, у використаному ним Якимівському літописі, який нині датують XVII—XVIII ст. У примітках до тексту Борис Рибаков з цього приводу зазначав: 
|  | Сліди якихось неясних генеалогічних пригадувань містяться у відомих новгородських легендах про Гостомисла, сина Буривоя. Та обставина, що вони були записані на п'ять століть пізніше київських легенд, відразу поставило їх у ряд із власними домислами істориків XVI—XVII ст., але, імовірно, відоме історичне зерно міститься все-таки в цих легендах. Візьмемо за основу текст відомої Іоакимівського літопису: головний герой легенди новгородський князь Гостомисл, переможець варягів, був останнім представником династії словенських князів, після смерті його став княжити варяг Рюрик… |

Гостомисл, залишившись без спадкоємця, загиблого в боротьбі з варягами, бачив сон: з живота його дочки Умили зросло чудове дерево. Волхви пояснили йому значення сна: від сина Умили продовжиться княжіння його.
В основному тексті Татищевської «Історії» говориться: «Приходили варяги через море данини заради до словен у Великий ґрад. Слов'яни ж і русь, відмовивши, не дали їм данини. Тоді вмер словенський князь Гостомисл без спадкоємця. І почали люди самі собою володіти, але не було серед них справедливості; повстав рід на рід, були міжусобиці, воювали один на одного, самі себе більш, ніж вороги, розоряли. Це бачачи, старійшини землі, зібравши від словен, русі, чудь, кривичів і інших місць, міркували, що земля Руська хоча велика і рясна, але без князя розпорядку і справедливості немає; тому потрібно обрати князя, який би усім володів і керував. І погодившись, за заповітом Гостомисловим, обрали князя від варяг…»